# Château de Kreuzenstein
Le château de Kreuzenstein se trouve sur une colline à proximité de Leobendorf en Basse-Autriche.
Reconstruit au XIXe siècle sur les ruines d'un château médiéval démoli lors de la guerre de Trente Ans, avec la fortune de Johann Nepomuk Wilczek qui voulait en faire un tombeau familial, il a été rebâti sur une structure médiévale.

## Géographie
Loebendorf se trouve au nord de Vienne entre Korneubourg et Stockerau. Le château est situé à une altitude de 266 m : il surplombe le Danube d'une centaine de mètres.

## Histoire
Construit au XIIe siècle par les comtes de Formbach (de), le château de Kreuzenstein passe par mariage aux comtes de Wasserburg puis, grâce à Ottokar II de Bohême entre en possession des Habsbourg (1278).
En juillet 1527, le prédicateur anabaptiste Balthazar Hubmaïer est arrêté à Mikulov sous prétexte d'y avoir déclenché des émeutes et est emprisonné au château où il est interrogé. Refusant de renoncer à ses convictions, il est brûlé sur le bûcher à Vienne.
Jusqu'à la guerre de Trente Ans, le château reste invincible avant de tomber aux mains de Lennart Torstenson qui, à son départ en 1645, fait exploser trois parties du bâtiment.
Tombé à l'abandon, il est acheté au XVIIIe siècle par les Comtes de Wilczek. En 1874, Johann Nepomuk Wilczek consacre une partie de sa fortune à sa reconstruction en style roman-gothique tout en incorporant les ruines médiévales existantes. Sa reconstruction est supervisée par l’architecte Carl Gangolf Kayser qui s'en occupera jusqu'à sa mort en 1895 avant d'être reprise par Humbert Walcher de Molthein et Egon Rheinberger.
Wilczek rassembla dans le château une partie de ses collections de manuscrits, de mobilier médiéval et d'objets historiques, comme les catapultes médiévales achetées à la forteresse de Hohensalzburg. Dans la chapelle, des vitraux du XIIIe siècle proviennent de l'église Notre-Dame de Rouffach.
La reconstruction dure une trentaine d'années. Le château est inauguré le 6 juin 1906 en présence de Guillaume II.
En 1915, un incendie déclenché par la foudre détruit une partie des archives et une aile de la bibliothèque.
Pendant la Seconde Guerre mondiale, certaines chambres ont été gravement endommagées et de nombreuses pièces de la collection volées. Certains des manuscrits sont aujourd'hui conservés à la Bibliothèque nationale autrichienne.

## Aujourd'hui
Ouvert au tourisme, le château a accueilli, fin juin, pendant plusieurs années un concert de musique classique. Il présente toujours un spectacle de fauconnerie.
Depuis 2013, il est le siège social de l'ordre de Saint-Lazare de Jérusalem. Son propriétaire actuel est le comte Hans-Christian Wilczek.

## Cinéma et télévision
Le château a été le lieu de tournage de nombreux films :
- Kaiserjäger de Willi Forst (1956)
- Im Schloß der blutigen Begierde de Adrian Hoven (1968)
- Le Sabbat des vampires (1971)
- Baron vampire de Mario Bava (1972)
- Die Stoßburg de Franz Marischka (1974)
- Die Einsteiger (de) de Thomas Gottschalk et Mike Krüger (1985)
- 1520 par le sang du glaive (2005)
- Les Piliers de la terre, 2010
- Le Dernier des Templiers de Dominic Sena (2011)
- The Quest (série) (2014)
- Marie de Bourgogne (mini-série) (2017)
- The Witcher (2019)
- Shardlake (série) (2024)[2]

## Galerie

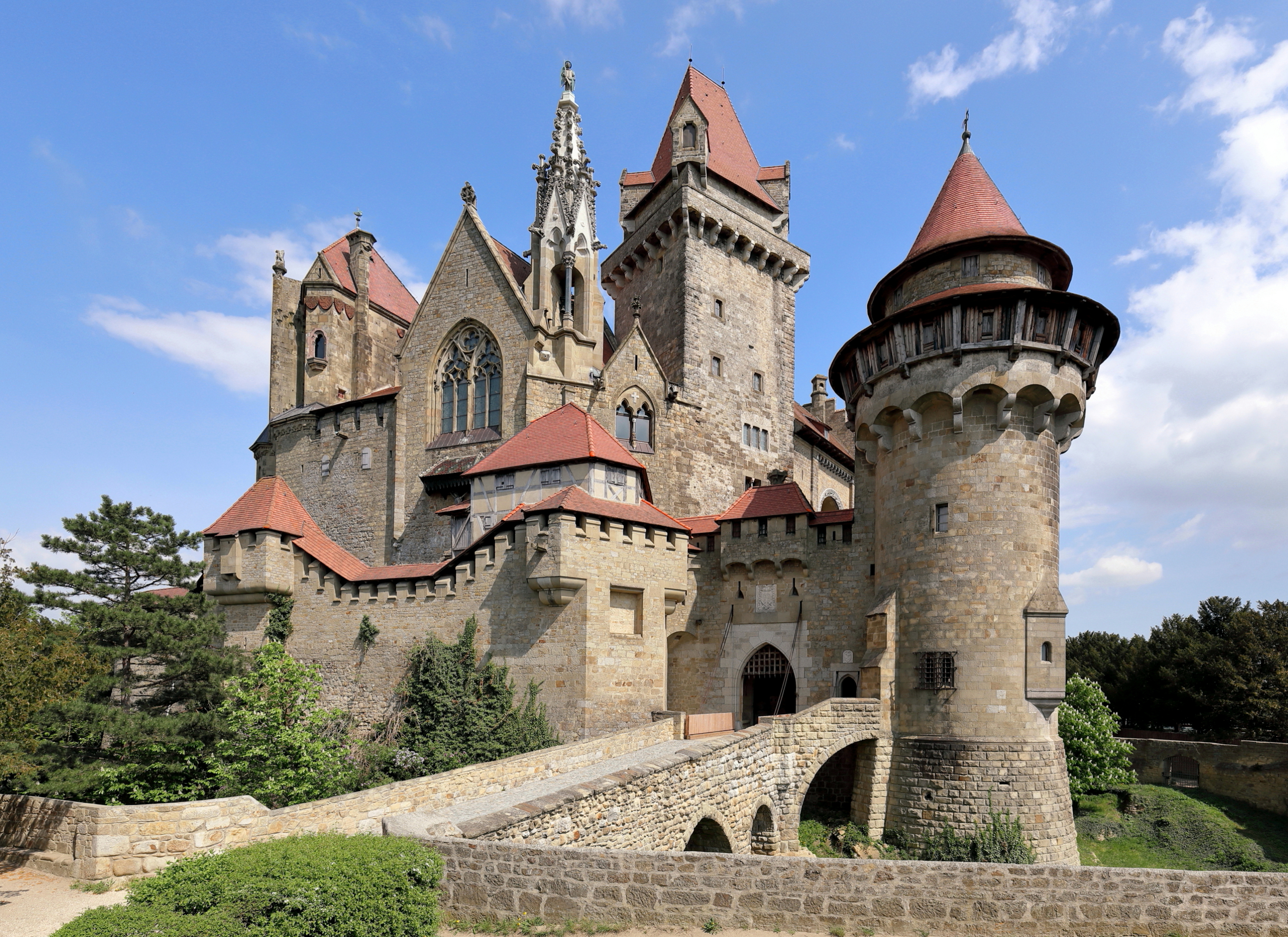
Vue ouest
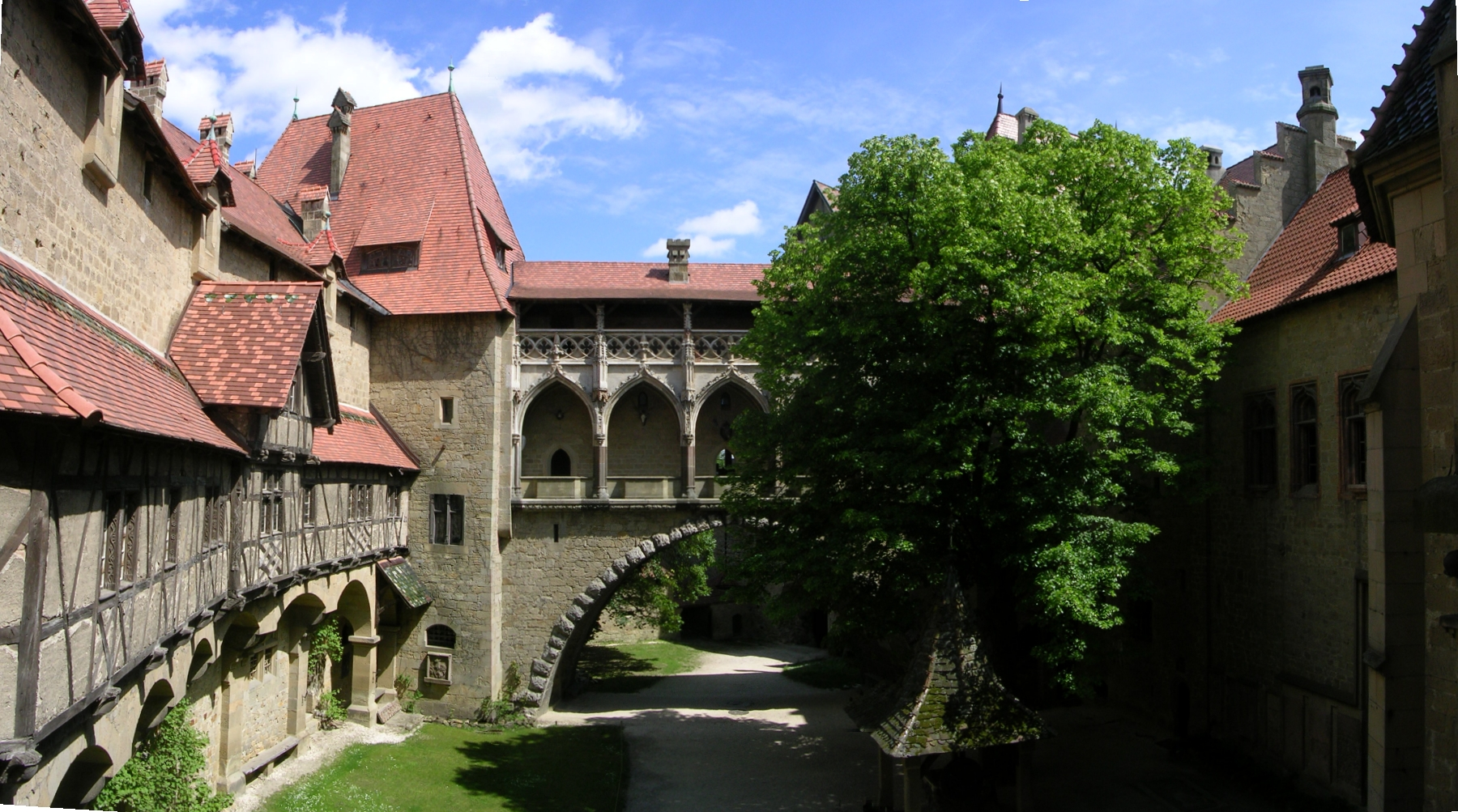
Panorama
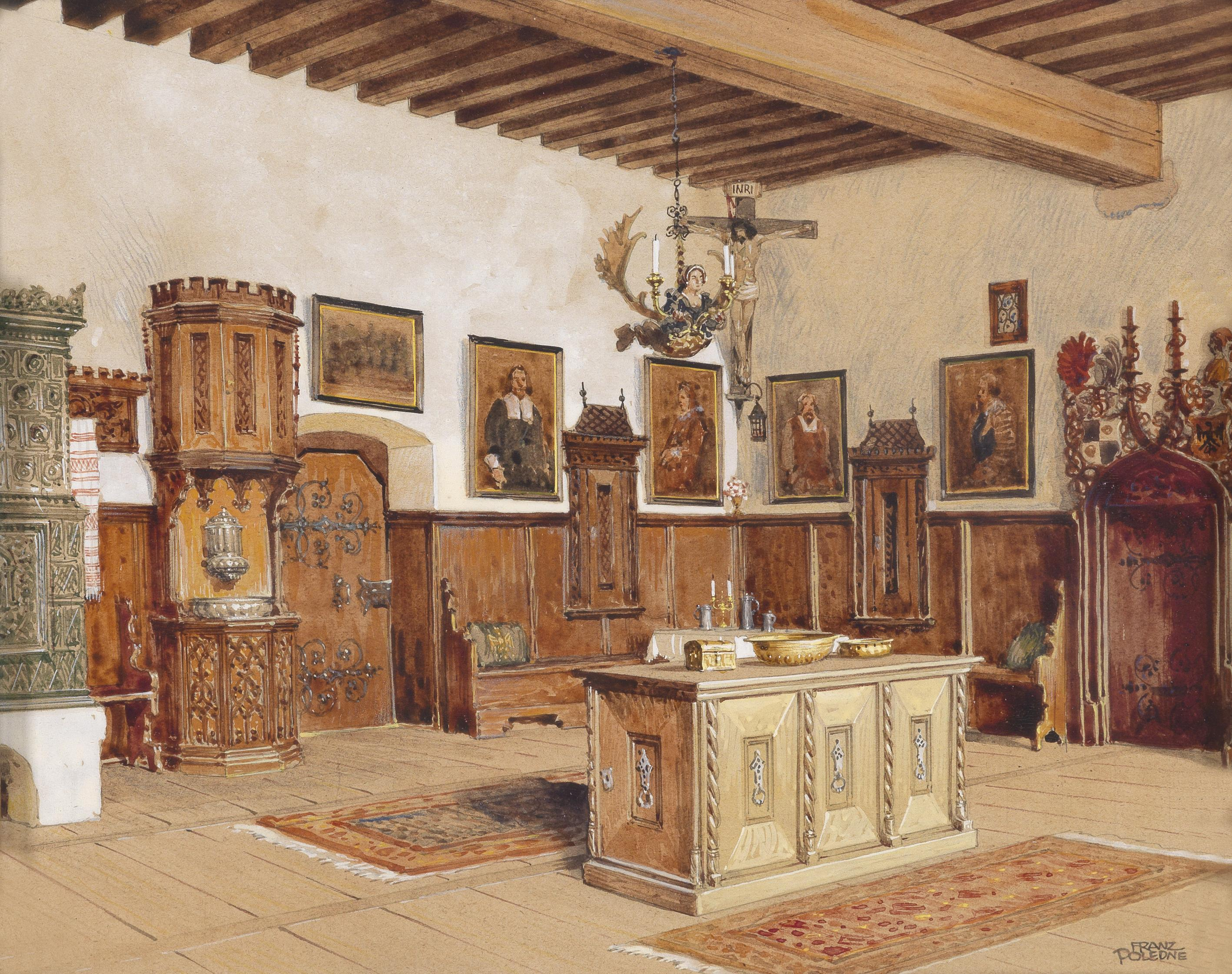
Vue de l'intérieur, par Franz Poledne